# 中野吉之伴
中野 吉之伴（なかの きちのすけ、1977年7月27日 - ）は、秋田県出身のサッカー指導者、ジャーナリスト。ドイツ在住。

## 来歴
武蔵大学人文学部欧米文化学科卒業後、育成層指導のエキスパートになるためにドイツへ。地域に密着したアマチュアチームで経験を積みながら、2009年7月にドイツサッカー協会公認A級ライセンス獲得（UEFA－Aレベル）。SCフライブルクU15チームでの研修を経て、元ブンデスリーガクラブのフライブルガーFCでU16監督、翌年にはU16/U18総監督を務める。2013-14シーズンはドイツU19・3部リーグ所属FCアウゲンでヘッドコーチ、練習全般の指揮を執る。底辺層に至るまで充実したドイツサッカー環境を、どう日本の現場に還元すべきかをテーマにしている。

## 著書
- サッカードイツ流タテの突破力（2016年5月21日、池田書店、ISBN 978-4262166360）監修（構成：清水英斗）
- 世界王者ドイツの育成メソッドに学ぶ サッカー年代別トレーニングの教科書（2016年7月4日、カンゼン、ISBN 978-4862553607）
- ドイツの子どもは審判なしでサッカーをする（2017年11月13日、ナツメ社、ISBN 978-4816363610）